# 木吉乡
木吉乡，是中华人民共和国新疆维吾尔自治区克孜勒苏柯尔克孜自治州阿克陶县下辖的一个乡镇级行政单位。
“木吉”系柯尔克孜语，意为“火山喷出的泥砂石”。

## 地理

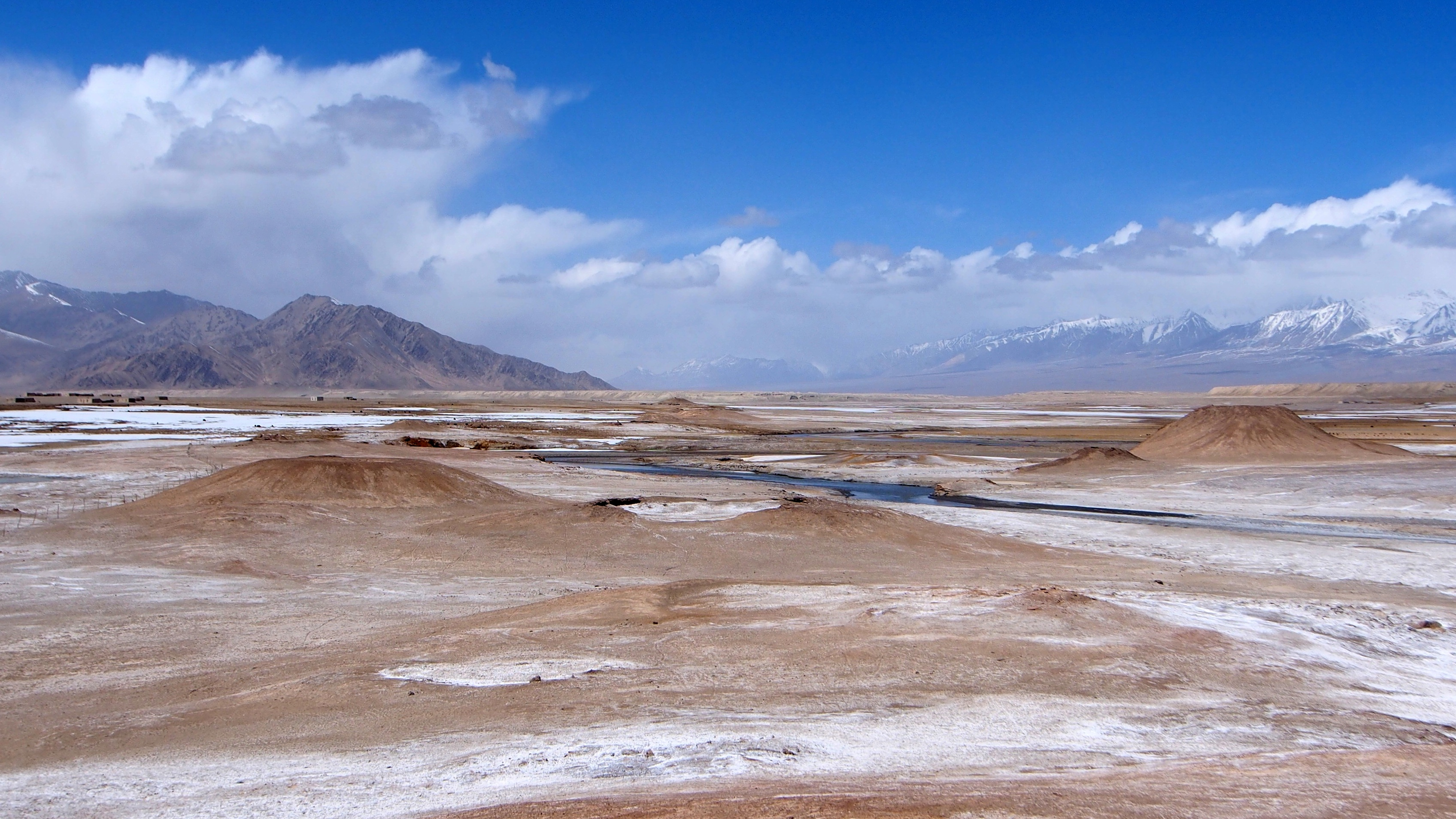
木吉火山群

木吉乡是中国最西部的一个乡。该乡布拉克村管辖的中塔国界第四号界点（位于玛尔坎苏河水流中心线)是中国陆地最西端。
与塔吉克斯坦及极少部分的吉尔吉斯斯坦交界。边界线长296千米（按照1989年中国地图出版社1比1百中华人民共和国地图，含有未定国界），有42个边境山口，其中有9个重要边境通外山口。其中最著名的乌孜别里山口位于该乡木吉村域内。
辖区东西宽72.4千米，南北长105千米，总面积7 602平方千米，占阿克陶县总面积的三分之一、克孜勒苏自治州总面积的十分之一。乡政府驻地木吉村距离阿克陶县城280千米。
木吉乡属高原高寒气候，平均海拔3 700米，生产生活区海拔3 500～4 500米。境内有木吉河及其支流喀拉足克河，汇入盖孜河；以及玛尔坎苏河，汇入克孜勒苏河。
年均气温0.7℃，一月平均气温-12.5℃，七月平均气温11℃。年降水量80～200毫米，年日照时数3 796小时。

## 人口
2015年末总人口1 176户，4 426人，均为柯尔克孜族。

## 行政区划
木吉乡下辖以下地区：
琼让村、布拉克村、木吉村和昆提别斯村。
| 村名         | 位置                                                        | 边境                                                                    | 面积       | 建制                     | 人口         | 其他                           |
| ------------ | ----------------------------------------------------------- | ----------------------------------------------------------------------- | ---------- | ------------------------ | ------------ | ------------------------------ |
| 木吉村       | 位于木吉乡政府以南200米处                                   | 边境线长54千米 通外山口2个（阿拉木图山口、乌孜别里山口）                | 1558.62km2 | 村民小组4个，居民点13    | 337户 1237人 | 木吉乡中心小学、村级双语幼儿园 |
| 昆提别斯村   | 位于木吉乡政府以东32千米处 乡政府通往中巴友谊公路的县道途中 | 边境线长56千米 通外山口２个（阿拉木图别力吉利噶山口、吾阻尼吉利噶山口） | 1 011km2   | 村民小组3个，居民点11个  | 156户602人   | 小学教学点、村级双语幼儿园     |
| 布拉克村     | 位于木吉乡政府西北22千米处                                  | 边境线长25千米 通外山口3个（卡拉提山口、依盖尔白力山口、琼卡尼西山口    | 433.44km2  | 村民小组4个，居民点7个   | 360户1 324人 | 小学教学点、村级双语幼儿园     |
| 琼壤（让）村 | 位于木吉乡政府以西15千米处                                  | 边境线长40千米 通外山口2个（克孜力吉叶克山口、吾依巴力红山口）          | 2 343km2   | 村民小组4个，居民点20 个 | 252户994人   | 小学教学点、村级双语幼儿园     |
| 木吉牧场     | 位于木吉乡政府以西35 千米处                                 | 边境线长25千米 通外山口2个（克则力吉叶克山口、卡拉左克山口）            | 104.99km2  | 村民小组2个，居民点6个   | 75 户275人   | 小学教学点、村级双语幼儿园     |